# Хвощевая (река)
Хвощевая или Руда (укр. Хвощова) — правый приток Ромена, расположенный на территории Бахмачского района (Черниговская область, Украина).

## География
Длина — 21 км. Площадь бассейна — 229 км². На протяжении всей длины русло маловодное и пересыхает; среднее течение и приустьевая часть русла выпрямлена в канал (канализировано). Есть каскад прудов в селе Крапивное. Долина заболоченная, занята прибрежно-водной растительностью, очагами занята кустарниками. При повороте реки на юго-восток (со стороны села Рубанки), примыкают водно-болотные угодья, куда впадает система каналов (возле села Терещиха).
Берёт начало в селе Крапивное. Река течёт в верхнем течении на северо-запад, далее делает поворот — юго-восток. Впадает в Ромен (на 54-м км от её устья) севернее села Рябухи на территории Талалаевского района.
Притоки (от истока к устью): безымянные ручьи
Населённые пункты на реке (от истока к устью):
1. Крапивное
2. посёлок Новое
3. Дмитровка